# جامعة ألاباما في هنتسفيل
جامعة ألاباما في هنتسفيل هي جامعة في مدينة هنتسفيل في ولاية ألاباما في الولايات المتحدة. وتقدم الجامعة 60 درجة علمية، بما في ذلك 29 درجة بكالوريوس، وبرامج درجة الماجستير 18، و13 برنامج دكتوراه من خلال برامج الكليات الخمس وهي : الأعمال، والهندسة، والآداب، والتمريض، والعلوم.